# Selva di Ladino, Fiume Montone, Terra del Sole
Selva di Ladino, Fiume Montone, Terra del Sole este o arie protejată (arie specială de conservare — SAC, sit de importanță comunitară — SCI) din Italia întinsă pe o suprafață de 222 ha, integral pe uscat.

## Localizare
Centrul sitului Selva di Ladino, Fiume Montone, Terra del Sole este situat la coordonatele 44°11′37″N 11°59′37″E / 44.193611°N 11.993611°E.

## Înființare
Situl Selva di Ladino, Fiume Montone, Terra del Sole a fost declarat sit de importanță comunitară în decembrie 1995 pentru a proteja 42 de specii de animale. Situl a fost protejat și ca arie specială de conservare în martie 2019.

## Biodiversitate
Situată în ecoregiunea continentală, aria protejată conține 7 habitate naturale: Lacuri eutrofice naturale cu vegetație de tip Magnopotamion sau Hydrocharition, Păduri mixte riverane de Quercus robur, Ulmus laevis și Ulmus minor, Fraxinus excelsior sau Fraxinus angustifolia, de-a lungul marilor râuri (Ulmenion minoris), Pajiști uscate seminaturale și facies de acoperire cu tufișuri pe substraturi calcaroase (Festuco-Brometalia) (* situri importante pentru orhidee), Păduri de Quercus ilex și Quercus rotundifolia, Galerii de Salix alba și de Populus alba, Păduri de stejar alb estice, Râuri cu maluri nămoloase cu vegetație de Chenopodion rubri p.p. și Bidention p.p..
La baza desemnării sitului se află mai multe specii protejate:
- păsări (27): lăcar-de-mlaștină (Acrocephalus palustris), lăcar-de-lac (Acrocephalus scirpaceus), pescăruș albastru (Alcedo atthis), lăstunul mare (Apus apus), egretă mare (Ardea alba), caprimulg (Caprimulgus europaeus), erete cenușiu (Circus pygargus), prepeliță (Coturnix coturnix), cuc (Cuculus canorus), lăstun de casă (Delichon urbicum), egretă mică (Egretta garzetta), presură de grădină (Emberiza hortulana), Hippolais polyglotta, rândunică (Hirundo rustica), capîntortură (Jynx torquilla), sfrâncioc roșiatic (Lanius collurio), ciocârlie de pădure (Lullula arborea), privighetoare (Luscinia megarhynchos), codobatura galbenă (Motacilla flava), muscar sur (Muscicapa striata), grangur (Oriolus oriolus), codroșul de pădure (Phoenicurus phoenicurus), lăstun de mal (Riparia riparia), turturică (Streptopelia turtur), silvie de câmp (Sylvia communis), silvie porumbacă (Sylvia nisoria), pupăză (Upupa epops)
- mamifere (6): liliac cu aripi lungi (Miniopterus schreibersii), liliac cărămiziu (Myotis emarginatus), liliac comun (Myotis myotis), liliacul mediteranean cu potcoavă (Rhinolophus euryale), liliacul mare cu potcoavă (Rhinolophus ferrumequinum), liliacul mic cu potcoavă (Rhinolophus hipposideros)
- nevertebrate (3): croitorul mare al stejarului (Cerambyx cerdo), Euplagia quadripunctaria, rădașcă (Lucanus cervus)
- pești (5): Barbus caninus, Barbus plebejus, Cobitis bilineata, Protochondrostoma genei, Telestes muticellus
- reptile (1): țestoasa de baltă (Emys orbicularis)

Pe lângă speciile protejate, pe teritoriul sitului au mai fost identificate 12 specii de plante, 4 specii de amfibieni, 8 specii de mamifere, 3 specii de nevertebrate, 2 specii de reptile.